# Ϝ
Digamma o wau (Ϝ, ϝ) es una letra obsoleta del alfabeto griego que tenía el sonido /w/ y representaba el valor numérico de 6. En la época clásica el sonido /w/ ya había desaparecido de la lengua griega. En numeración, la letra evolucionó a la denominada "stigma" (Ϛ) y en época moderna el 6 se representa con sigma y tau (στ΄). 

## Historia
Deriva de la letra del alfabeto fenicio wau, que originalmente significaba "gancho". El signo de la digamma griega dio origen a la F latina.

### Variantes epigráficas
En las fuentes epigráficas arcaicas aparecen las siguientes variantes:

En su forma numérica:

## Uso

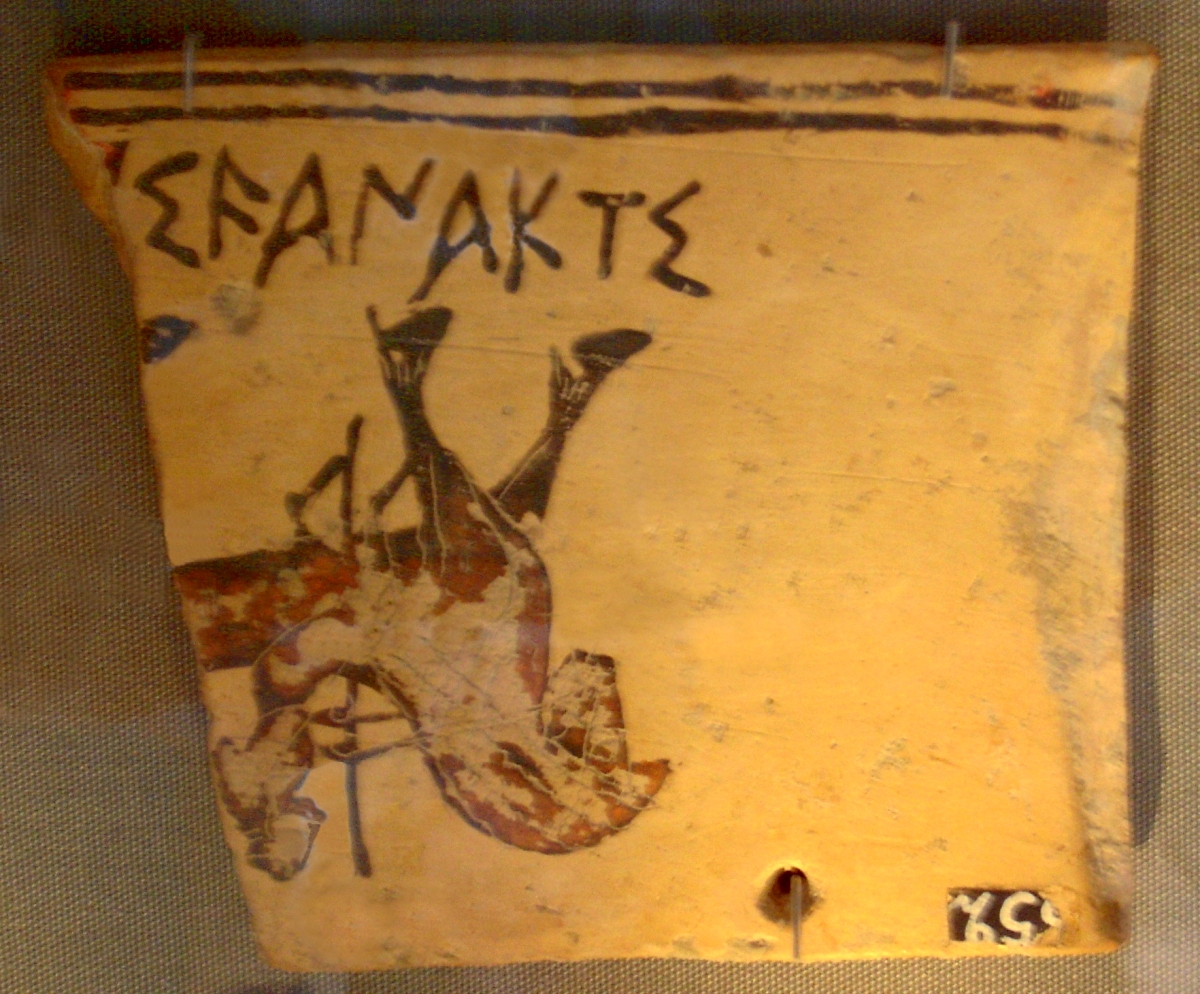
[...]i wanakti («para el rey»).
Inscripción corintia que contiene la palabra ϝάναξ (wanax, «rey») que empieza por digamma.
Nótese también la iota en forma de Σ, común en epigrafías preclásicas.

Cuando se usa como un numeral, digamma es escrita usando la marca stigma (ς). Cuando se la usa como letra, tiene la forma de una F, que parece como la solapación de dos letras gamma mayúsculas (Γ) (de ahí el nombre digamma= doble gamma) y tiene el valor fonético /w/. 

### En griego panfilio

Digamma panfilia

Existe una variante gráfica de digamma en griego panfilio: .
El griego panfilio es un dialecto poco documentado y aislado del griego antiguo (600 a 330 a. C.) que se habló en la costa sur de Asia Menor.
Esta variante está codificada en Unicode como "Letra griega panfilia mayúscula digamma" U+0376 (Ͷ) y "Letra griega panfilia minúscula digamma" U+0377 (ͷ).
No debe confundirse con la letra cirílica (usada entre otros por el ruso) de forma casi idéntica: И , y que tiene el valor fonético /i/ o /ɪ/.

## Unicode
- Griego[3]

| Carácter      | Ϝ                    | Ϝ                    | ϝ                          | ϝ                          | Ϛ                   | Ϛ                   | ϛ                         | ϛ                         |
| ------------- | -------------------- | -------------------- | -------------------------- | -------------------------- | ------------------- | ------------------- | ------------------------- | ------------------------- |
| Unicode       | GREEK LETTER DIGAMMA | GREEK LETTER DIGAMMA | GREEK SMALL LETTER DIGAMMA | GREEK SMALL LETTER DIGAMMA | GREEK LETTER STIGMA | GREEK LETTER STIGMA | GREEK SMALL LETTER STIGMA | GREEK SMALL LETTER STIGMA |
| Codificación  | decimal              | hex                  | decimal                    | hex                        | decimal             | hex                 | decimal                   | hex                       |
| Unicode       | 988                  | U+03DC               | 989                        | U+03DD                     | 986                 | U+03DA              | 987                       | U+03DB                    |
| UTF-8         | 207 156              | CF 9C                | 207 157                    | CF 9D                      | 207 154             | CF 9A               | 207 155                   | CF 9B                     |
| Ref. numérica | &#988;               | &#x3DC;              | &#989;                     | &#x3DD;                    | &#986;              | &#x3DA;             | &#987;                    | &#x3DB;                   |
| TeX           | \Digamma             | \Digamma             | \digamma                   | \digamma                   | \Stigma             | \Stigma             | \stigma                   | \stigma                   |

| Carácter      | 𝟊                                 | 𝟊                                 | 𝟋                               | 𝟋                               | Ͷ                                       | Ͷ                                       | ͷ                                     | ͷ                                     |
| ------------- | --------------------------------- | --------------------------------- | ------------------------------- | ------------------------------- | --------------------------------------- | --------------------------------------- | ------------------------------------- | ------------------------------------- |
| Unicode       | MATHEMATICAL BOLD CAPITAL DIGAMMA | MATHEMATICAL BOLD CAPITAL DIGAMMA | MATHEMATICAL BOLD SMALL DIGAMMA | MATHEMATICAL BOLD SMALL DIGAMMA | GREEK CAPITAL LETTER PAMPHYLIAN DIGAMMA | GREEK CAPITAL LETTER PAMPHYLIAN DIGAMMA | GREEK SMALL LETTER PAMPHYLIAN DIGAMMA | GREEK SMALL LETTER PAMPHYLIAN DIGAMMA |
| Codificación  | decimal                           | hex                               | decimal                         | hex                             | decimal                                 | hex                                     | decimal                               | hex                                   |
| Unicode       | 120778                            | U+1D7CA                           | 120779                          | U+1D7CB                         | 886                                     | U+0376                                  | 887                                   | U+0377                                |
| UTF-8         | 240 157 159 138                   | F0 9D 9F 8A                       | 240 157 159 139                 | F0 9D 9F 8B                     | 205 182                                 | CD B6                                   | 205 183                               | CD B7                                 |
| Ref. numérica | &#120778;                         | &#x1D7CA;                         | &#120779;                       | &#x1D7CB;                       | &#886;                                  | &#x376;                                 | &#887;                                | &#x377;                               |

- Copto

| Carácter      | Ⲋ                         | Ⲋ                         | ⲋ                       | ⲋ                       |
| ------------- | ------------------------- | ------------------------- | ----------------------- | ----------------------- |
| Unicode       | COPTIC CAPITAL LETTER SOU | COPTIC CAPITAL LETTER SOU | COPTIC SMALL LETTER SOU | COPTIC SMALL LETTER SOU |
| Codificación  | decimal                   | hex                       | decimal                 | hex                     |
| Unicode       | 11402                     | U+2C8A                    | 11403                   | U+2C8B                  |
| UTF-8         | 226 178 138               | E2 B2 8A                  | 226 178 139             | E2 B2 8B                |
| Ref. numérica | &#11402;                  | &#x2C8A;                  | &#11403;                | &#x2C8B;                |